# ابن نفیس
أبو الحسن علاء الدین علی بن ابی الحزم القَرَشی الدمشقی (۱۲۱۳–۱۲۸۸میلادی) دانشمند مسلمان جامع العلوم کاشف گردش ریوی خون است.
او در قَرَش (نزدیک دمشق) به دنیا آمد. در دانشکده پزشکی «بیمارستان نوری» به همراه ابن ابی اصیبه دمشق تحت نظر الدخوار به یادگیری پرداخت و علاوه بر طب، علوم فقه، ادبیات و الهیات را نیز آموخت.
از آثار او می‌توان به کتاب جامع فن طبابت (الشامل فی صناعة الطبیة)، المختار من الاٴغذیة، موجزالقانون (شرحی بر قانون ابن سینا) و همچنین شرحی بر کتاب طبیعت انسان نوشته بقراط اشاره نمود.
کار بزرگ ابن نفیس که نام او را پرآوازه می‌سازد گردش ریوی میان قلب و شش‌ها است که در کتاب شرح تشریح ابن سینا انجام شد. وی در آنجا با قاطعیت دیدگاه جالینوس مبنی بر جریان خون ازبطن چپ قلب به سوی بطن راست را رد می‌کند و این حدود ۴ قرن قبل از ویلیام هاروی است.
نخستین مرجع مستند در مورد دگرگشت یا سوخت و ساز بدن توسط ابن نفیس در سال ۱۲۶۰ میلادی در «الرساله الکاملیه فی السیرة النبویه» نوشته شده‌است.
ابن نفیس دریافت بدن و اجزای آن به‌طور مستمر در حال انحلال و تغذیه هستند و به ناچار، دائماً تغییر می‌کنند.

## یافته شدن ابن نفیس
بعدها در قرن ۱۶ میلادی میگویل یا مایکل زروت با مطالعه آثار ابن نفیس از خود کتابهایی منتشر می‌کند که باعث می‌شود تا قرن بیستم همه تصور کنند او کاشف گردش خون بوده‌است تا اینکه در ۱۹۲۴ یک دانشجوی مصری دانشگاه فرایبورگ بنام التطاوی در پایان‌نامه خود ترجمه ای از آثار ابن نفیس را میاورد و حقیقت روشن می‌شود

## نظریه علمی
ابن نفیس می‌گوید: برای اینکه طرز کار هر یک از اعضای بدن را بفهمیم باید بدون توجه به عقاید پیشینیان با نگاه دقیق و تجزیه و تحلیل صادقانه آنرا بررسی کنیم.

## آثار
1. رساله در اوجاع الاطفال؛
2. بغیة الطالبین و حجة المتطببین؛
3. بغیة الفطن من علم البدن؛
4. تشریح الاعضاء المفرد؛
5. التعلیق علی کتاب الاوبئة بقراط؛
6. تقاسیم العلل و اسباب الامراض؛
7. ثمار المسائل؛
8. جامع الدقائق من الطب؛
9. الرسالة الکاملیة فی السیر النبویة؛
10. رقائق الحلل فی دقائق الحیل؛
11. الشافی؛
12. الشامل؛
13. شرح ابیدیمیا لبقراط؛
14. شرح الاسباب و العلامات؛
15. شرح اشارات ابن سینا؛
16. شرح تشریح جالینوس؛
17. شرح تشریح قانون؛
18. شرح تقدمة المعرفة بقراط؛
19. شرح التنبیه ابواسحاق شیرازی؛
20. شرح طبیعة الانسان بقراط.[۶]